# Pomnik Praw Człowieka w Paryżu
Pomnik Praw Człowieka w Paryżu (fr. Monument des Droits de l'Homme in Paris)  – pomnik zlokalizowany na Polach Marsowych w Paryżu.
Monument odsłonięto w 1989 dla uczczenia 200-lecia rewolucji francuskiej i ogłoszonej wówczas Deklaracji praw człowieka i obywatela. Pomnik miał pierwotnie stanąć na osi Wieża Eiffla – École Militaire, co miało znacznie bardziej dowartościować jego znaczenie. Ostatecznie zajął mniej znaczące miejsce. Obiekt (podobny formalnie do świątyni antycznej) pokrywa aż 3000 znaków oraz symboli o charakterze, w większości, ezoterycznym. Na program pomnika składają się także postacie: kapłan (czarownik) z cokołem, na którym wyryto znaki zodiaku, uczony ze znakami symbolizującymi naukę (od 2012 postać usunięta), kobieta z pękiem gałązek, jakie mogła wręczyć Sybilla Eneaszowi (być może westalka masońskiego Wielkiego Architekta Wszechświata), nagi chłopiec – symbol przyszłości oraz wąż Uroboros pożerający własny ogon.
Pomnik zaprojektował czeski rzeźbiarz Ivan Theimer. Symbolika obiektu sprawia, że część odbiorców traktuje go jako pomnik masoński.